# Жилицький Петро Натанович
Жилицький Петро́ Ната́нович (6 червня 1920 , Київ, Україна  — 30 квітня 1970 , Київ ) — український радянський архітектор.

## Біографія
Народився 6 червня 1920 року в Києві. В 1950 році закінчив Київський інженерно-будівельний інститут. Член ВКП(б) з 1947 року.

Могила Петра Жилицького

Помер 30 квітня 1970 року. Похований в Києві на Міському кладовищі «Берковець» (ділянка № 13).

## Творчість
Автор:
- адміністративного будинку в місті Донецьку (1954—1955);
- палацу культури в смт Новоекономічному (1956—1957);
- житлового будинок заводу «Криворіжсталь» у Кривому Розі (1956);
- будинку «Держбуду» у Києві (1965);
- Палацу культури «Україна» у Києві (1970).

## Відзнаки
Заслужений архітектор УРСР (з 1970 року), лауреат Державної премії УРСР імені Тараса Шевченка (1971; разом з Є. О. Маринченко за спорудження Палацу культури «Україна» у Києві).